# MTV Video Music Award para Melhor Vídeo com uma Mensagem Social
O MTV Video Music Award para Vídeo pelo Bem é um prêmio entregue no MTV Video Music Awards anualmente, apresentado pela primeira vez na cerimônia de 2011. Originalmente nomeado Melhor Vídeo com uma Mensagem, a palavra "Social" foi acrescentada ao seu nome em 2013. Para a cerimônia de 2017, o prêmio foi renomeado para Melhor Luta Contra o Sistema, sendo ainda conhecido por premiar vídeos que abordam temas sociais e políticos atuais. Em 2018, o nome do prêmio mudou para Vídeo com uma Mensagem, e em 2019, foi alterado para o seu título atual.
A primeira vencedora da categoria foi Lady Gaga. Big Sean, Billie Eilish e John Legend são os maiores vencedores da categoria com duas vitórias cada. Demi Lovato é a artista mais indicada com quatro.

## Vencedores e indicados

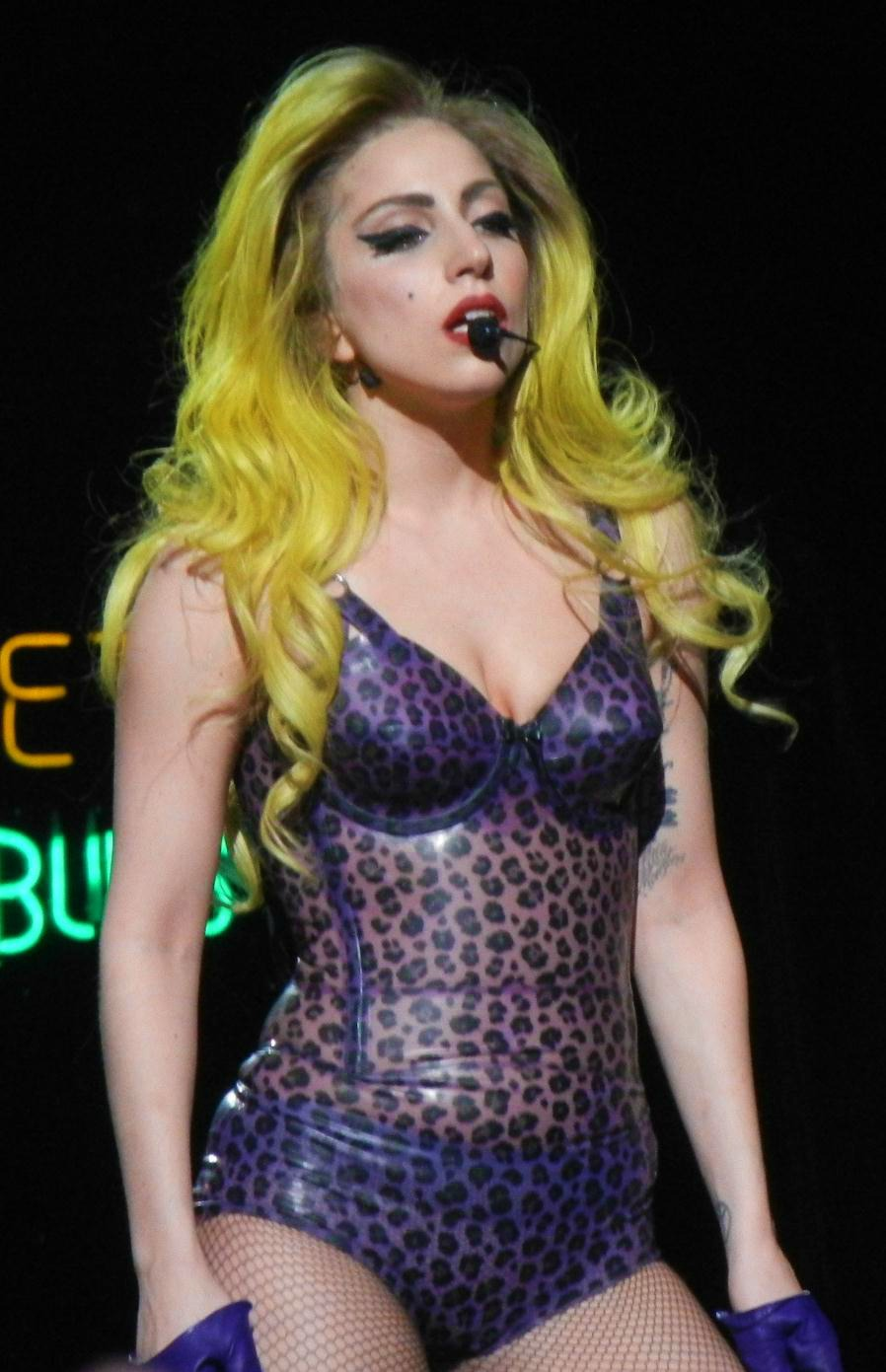
Vencedora inaugural, Lady Gaga

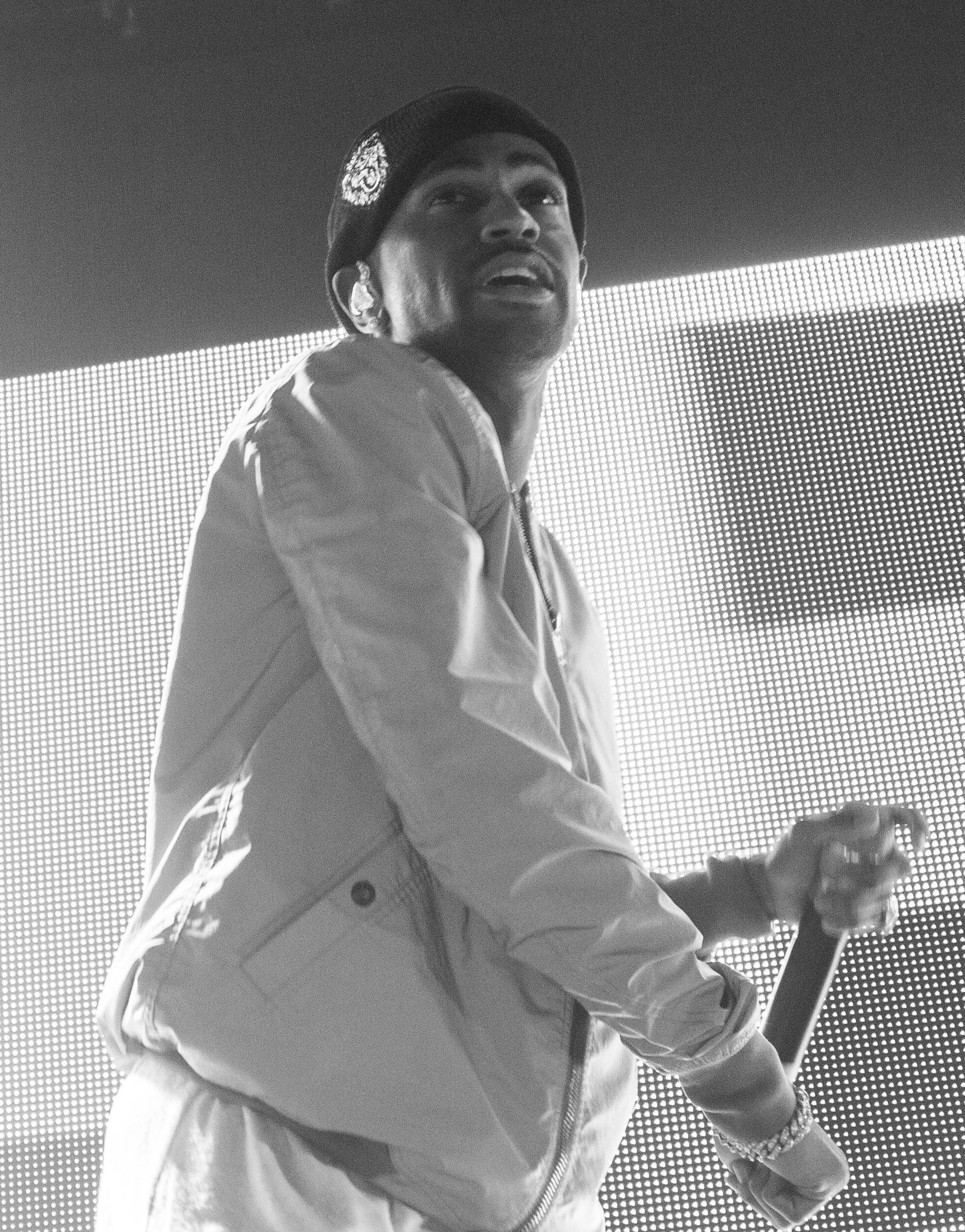
Big Sean venceu o prêmio duas vezes (2015 e 2017)

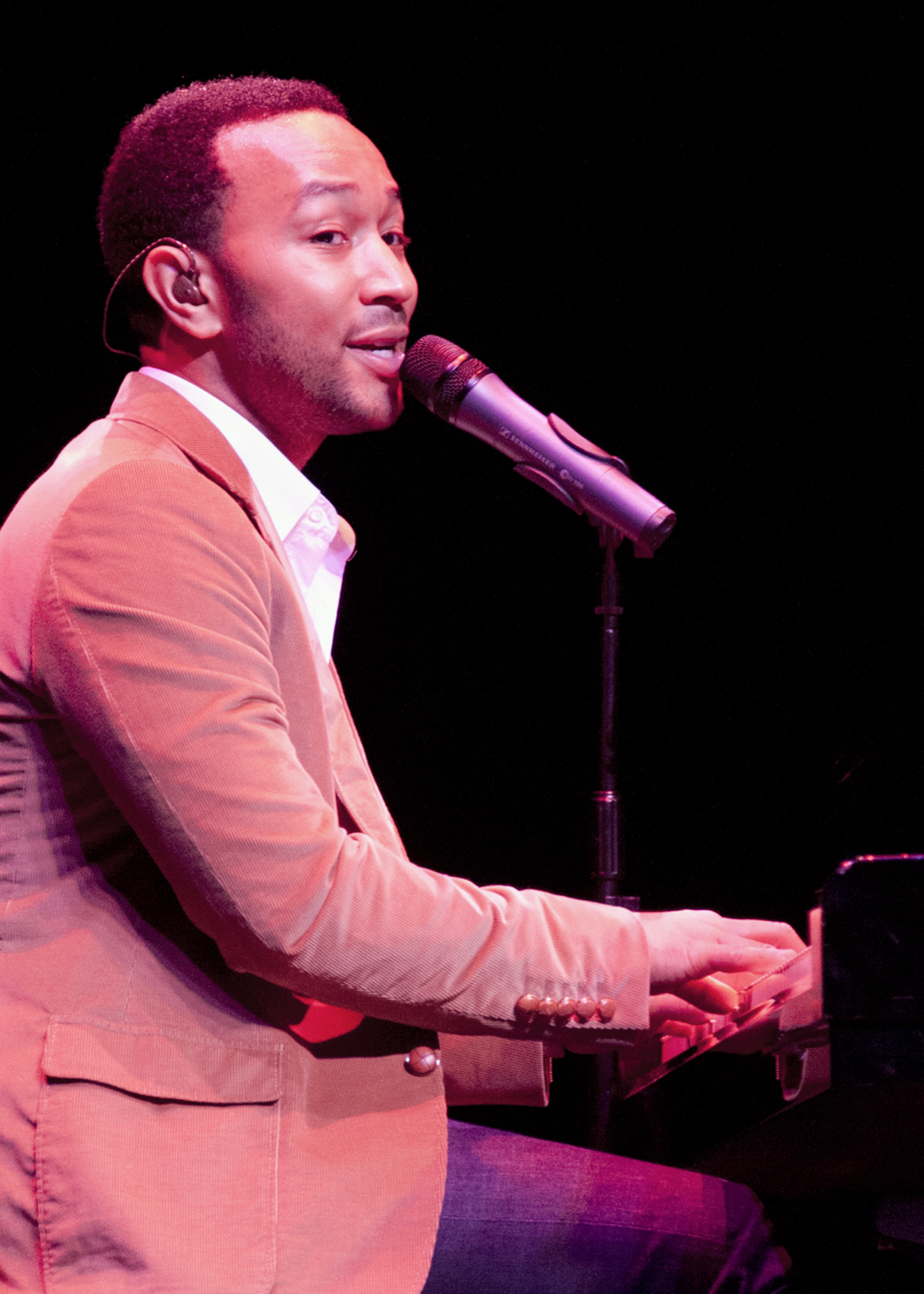
John Legend venceu o prêmio duas vezes (2015 e 2017)

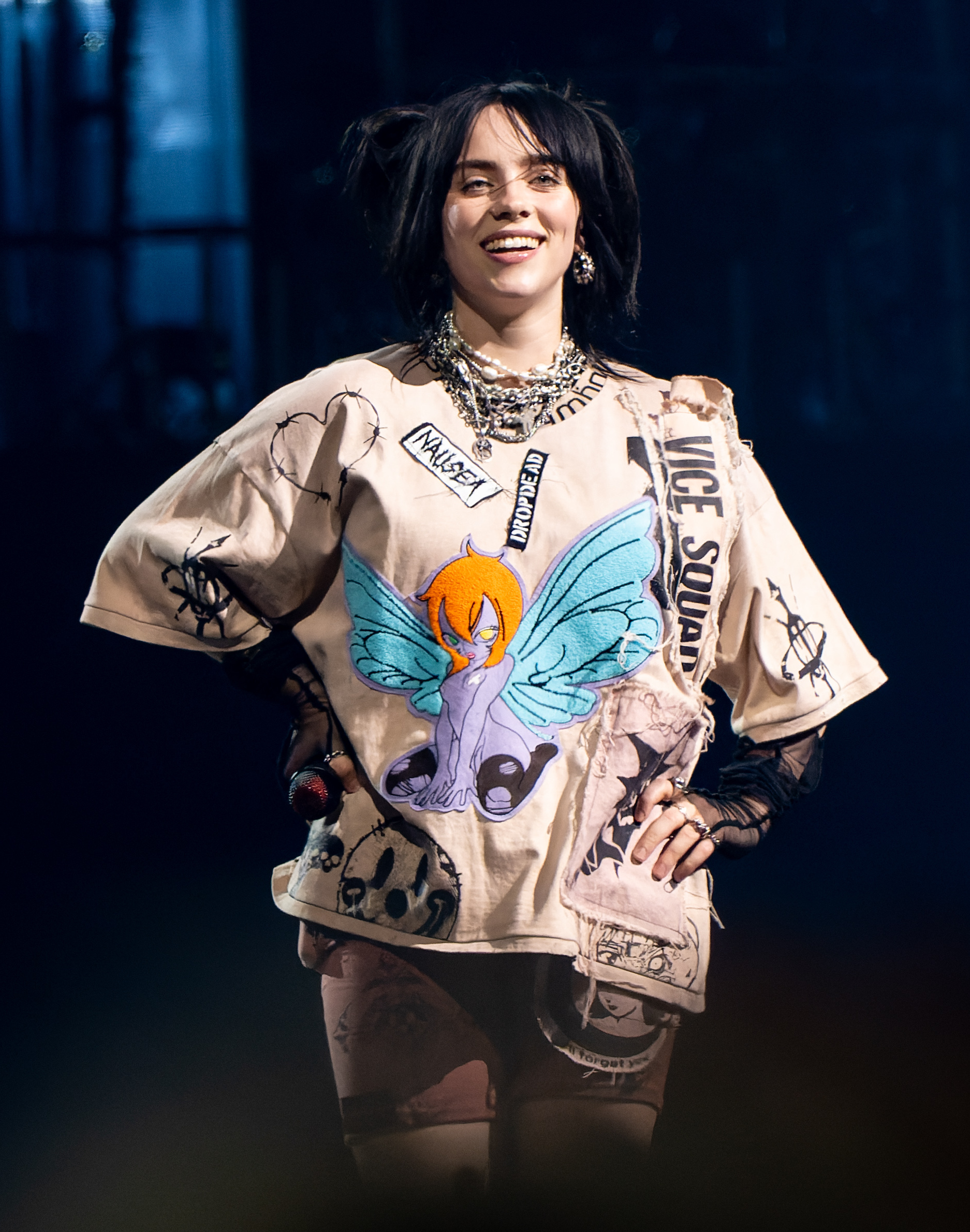
Billie Eilish venceu o prêmio duas vezes (2021 e 2024)

### Década de 2010
| Ano                          | Vencedor(a) | Indicados | Ref.  |
| ---------------------------- | --- | --- | ----- |
| 2011                         | Lady Gaga – "Born This Way" | - Eminem (com part. de Rihanna) – "Love the Way You Lie" - Katy Perry – "Firework" - P!nk – "Fuckin' Perfect" - Rise Against – "Make It Stop (September's Children)" - Taylor Swift – "Mean"                                       | [ 1 ] |
| 2012                         | Demi Lovato – "Skyscraper" | - Kelly Clarkson – "Dark Side" - Gym Class Heroes (com part. de Ryan Tedder) – "The Fighter" - K'naan (com part. de Nelly Furtado) – "Is Anybody Out There?" - Lil Wayne – "How to Love" - Rise Against – "Ballad of Hollis Brown" | [ 2 ] |
| 2013                         | Macklemore e Ryan Lewis (com part. de Mary Lambert) – "Same Love" | - Beyoncé – "I Was Here" - Kelly Clarkson – "People Like Us" - Miguel – "Candles in the Sun" - Snoop Lion (com part. de Drake e Cori B.) – "No Guns Allowed"                                                                       | [ 3 ] |
| 2014                         | Beyoncé – "Pretty Hurts" | - Avicii – "Hey Brother" - J. Cole (com part. de TLC) – "Crooked Smile" - David Guetta (com part. de Mikky Ekko) – "One Voice" - Angel Haze (com part. de Sia) – "Battle Cry" - Kelly Rowland – "Dirty Laundry"                    | [ 4 ] |
| 2015                         | Big Sean (com part. de Kanye West and John Legend) – "One Man Can Change the World" | - Colbie Caillat – "Try" - Jennifer Hudson – "I Still Love You" - Rihanna – "American Oxygen" - Wale – "The White Shoes" | [ 5 ] |
| Prêmio não concedido em 2016 | | |       |
| 2017                         | - Big Sean – "Light" - Alessia Cara – "Scars to Your Beautiful" - The Hamilton Mixtape (K'naan, Snow Tha Product, Riz MC, & Residente) – "Immigrants (We Get the Job Done)" - John Legend – "Surefire" - Logic (com part. de Damian Lemar Hudson) – "Black Spiderman" - Taboo (com part. de Shailene Woodley) – "Stand Up / Stand N Rock #NoDAPL" | — | [ 6 ] |
| 2018                         | Childish Gambino – "This Is America" | - Drake – "God's Plan" - Dej Loaf e Leon Bridges – "Liberated" - Logic (com part. de Alessia Cara e Khalid) – "1-800-273-8255" - Janelle Monáe (com part. de Grimes) – "Pynk" - Jessie Reyez – "Gatekeeper"                        | [ 7 ] |
| 2019                         | Taylor Swift – "You Need to Calm Down" | - Jamie N Commons e Skylar Grey (com part. de Gallant) – "Runaway Train" - Halsey – "Nightmare" - The Killers – "Land of the Free" - John Legend – "Preach" - Lil Dicky – "Earth"                                                  | [ 8 ] |

### Década de 2020
| Ano  | Vencedor(a)                            | Indicados | Ref.   |
| ---- | -------------------------------------- | --- | ------ |
| 2020 | H.E.R. – "I Can't Breathe"             | - Billie Eilish – "All the Good Girls Go to Hell" - Lil Baby – "The Bigger Picture" - Demi Lovato – "I Love Me" - Anderson .Paak – "Lockdown" - Taylor Swift – "The Man" | [ 9 ]  |
| 2021 | Billie Eilish – "Your Power"           | - Kane Brown – "Worldwide Beautiful" - H.E.R. – "Fight for You" - Lil Nas X – "Montero (Call Me by Your Name)" - Demi Lovato – "Dancing with the Devil" - Pharrell Williams (com part. de Jay-Z) – "Entrepreneur"                                                                  | [ 10 ] |
| 2022 | Lizzo – "About Damn Time"              | - Kendrick Lamar – "The Heart Part 5" - Latto – "Pussy" - Rina Sawayama – "This Hell" - Stromae – "Fils de Joie" | [ 11 ] |
| 2023 | Dove Cameron – "Breakfast"             | - Alicia Keys – "If I Ain't Got You (Orchestral)" - Bad Bunny – "El Apagón - Aquí Vive Gente" - Demi Lovato – "Swine" - Imagine Dragons – "Crushed" - Maluma – "La Reina" | [ 12 ] |
| 2024 | Billie Eilish – "What Was I Made For?" | - Alexander Stewart – "If Only You Knew" - Coldplay – "Feelslikeimfallinginlove" - Joyner Lucas e Jelly Roll – "Best For Me" - Raye – "Genesis." - Tyler Childers – "In Your Love"                                                                                                 | [ 13 ] |
| 2025 |                                        | - Burna Boy – "Higher" - Charli xcx (com part. de Billie Eilish) – "Guess" - Doechii – "Anxiety" - Eminem (com part. de Jelly Roll) – "Somebody Save Me" - Selena Gomez e Benny Blanco – "Younger and Hotter Than Me" - Zach Hood (com part. de Sasha Alex Sloan) – "Sleepwalking" | [ 14 ] |